# Ian Thompson
Ian Thompson (Reino Unido, 16 de octubre de 1949) fue un atleta británico especializado en la prueba de maratón, en la que consiguió ser campeón europeo en 1974.

## Carrera deportiva
En el Campeonato Europeo de Atletismo de 1974 ganó la medalla de oro en la maratón, recorriendo los 42,195 km en un tiempo de 2:13:19 segundos, llegando a meta por delante del alemán Eckhard Lesse y del belga Gaston Roelants (bronce con 2:16:30 s).